# Графов Сергій Сергійович
Сергі́й Сергі́йович Гра́фов (27 листопада 1938, місто Хабаровськ, тепер Російська Федерація — ?) — молдавський радянський діяч, голова Державного комітету Молдавської РСР у справах будівництва. Член ЦК КП Молдавії в 1976—1991 роках. Депутат Верховної Ради Молдавської РСР 8—11-го скликань.

## Біографія
Народився в родині військовослужбовця.
У 1961 році закінчив Одеський державний інженерно-будівельний інститут.
У 1961—1966 роках — будівельний майстер, виконроб, старший виконроб будівельного управління № 5 тресту «Кишинівбуд» Молдавської РСР.
Член КПРС з 1964 року.
У 1966—1968 роках — головний інженер будівельного управління № 17 тресту «Кишинівбуд» Молдавської РСР.
У 1968—1972 роках — начальник будівельного управління № 48 тресту «Цивілбуд» міста Кишинева Молдавської РСР.
У 1972—1975 роках — заступник голови виконавчого комітету Кишинівської міської ради депутатів трудящих.
У 1975 — 20 квітня 1989 року — голова Державного комітету Молдавської РСР у справах будівництва.
У 1978 році закінчив Заочну Вищу партійну школу при ЦК КПРС.
У квітні 1989 — травні 1990 року — 1-й заступник голови Держплану Молдавської РСР.
Подальша доля невідома.

## Нагороди
- орден Трудового Червоного Прапора
- медалі